# Miraflores de la Sierra
Miraflores de la Sierra – miasto w Hiszpanii we wspólnocie autonomicznej Madryt, 49 km na północ od Madrytu.

## Atrakcje turystyczne
- Plaza del Álamo
- Ratusz miejski i lokalny dom kultury zbudowane w charakterystycznym dla regionu stylu